# Geschiedenis van de Pitcairneilanden

Wapen van de Pitcairneilanden

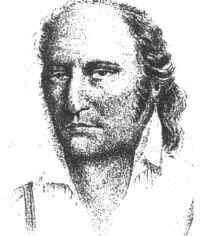
John Adams (eigenlijk Alexander Smith)

## Prekoloniale geschiedenis
De eerste bewoners van de Pitcairneilanden waren waarschijnlijk Polynesiërs en deze waren waarschijnlijk afkomstig van Mangareva (nu onderdeel van Frans-Polynesië), 490 kilometer ten noordwesten van Pitcairn. Ze hebben er naar alle waarschijnlijkheid tot in de 15e eeuw gewoond. De kleine bevolking van Pitcairn was voor veel zaken afhankelijk van handel met Mangareva, terwijl de nog kleinere bevolking van Henderson afhankelijk was van Pitcairn. Kano's voor de handel en visserij, vishaken en andere vitale zaken, alsmede gevogelte en schildpadden van Henderson, werden geruild tegen basalt en obsidiaan uit Pitcairn. Bovendien was hoogstwaarschijnlijk dit netwerk van belang voor de uitwisseling van huwbare partners in verband met de kleine bevolkingen en de hoge kans op inteelt. Vast staat dat de eilanden van elkaar afhankelijk waren: Pitcairn had basalt en obsidiaan maar onvoldoende hout en voedsel, Henderson had een overvloed aan schildpadden, vis en gevogelte maar weinig zoetwater, geen hout en geen basalt en obsidiaan, en Mangareva was zelfvoorzienend in voedsel, bezat hout en had handelsbetrekkingen met andere eilanden, maar ontbeerde basalt en obsidiaan. 
Zoals op veel Polynesische eilanden veroorzaakte de komst van de mens op Mangareva een ecologische ramp. Door ontbossing veroorzaakten de mensen erosie op het eiland waardoor alle vruchtbare grond wegspoelde. Bovendien konden ze zonder bomen ook geen goede kano's meer maken voor de handel en visserij. Er zijn aanwijzingen dat dit leidde tot voedselgebrek en uiteindelijk tot een bloedig conflict waarbij de bevolking van Mangareva gedecimeerd werd.
Toen de samenleving op Mangareva ineenstortte, stortte ook het handelsnetwerk in. Er kwamen niet langer kano's naar Henderson en Pitcairn, in de eerste plaats omdat Mangareva ze niet meer kon maken wegens houtgebrek, maar ook omdat het eiland door de eigen instorting niet langer deel kon nemen aan het grotere handelsnetwerk met andere eilanden. Zonder handel met de buitenwereld ging het Pitcairn en Henderson aan vitale zaken ontbreken en stortten de kwetsbare kleine samenlevingen beiden in elkaar. Of dit door voedselgebrek, onderlinge strijd, een epidemie of andere ramp of wellicht inteelt kwam, is niet bekend. De eerste Europeanen troffen beide eilanden onbewoond aan.
De eerste Europeanen die Pitcairn ontdekten en er voet aan wal zetten vonden er vele overblijfselen die wezen op Polynesische bewoning. Zo vonden zij er onder andere ruw uitgehakte stenen goden en begraafplaatsen met menselijke skeletten.

## Ontdekking
In 1606 ontdekte de Portugese ontdekkingsreiziger Pedro Fernández de Quiros de noordelijke eilanden Henderson en Ducie die deel uitmaken van de eilandengroep van Pitcairn. Het is echter niet duidelijk of De Quiros het eiland Pitcairn zelf heeft gezien. Het was tegen die tijd echter al niet meer bewoond.
Pitcairn werd in 1767 herontdekt door het Britse schip HMS Swallow. De kapitein noemde het eiland naar de matroos Robert Pitcairn, die het eiland als eerste in zicht kreeg.

## Vestiging van de muiters van deBounty
Op 18 januari 1790 landden er negen muiters van het Engelse schip de HMS Bounty, samen met zes meegebrachte Tahitiaanse mannen en twaalf Tahitiaanse vrouwen (onder wie een kind), nadat zij vanaf Tahiti waren vertrokken. Ze hielden zich daarna gedurende 18 jaar op het eiland verscholen voor de Britse overheid. Zestien andere muiters waren op Tahiti achtergebleven.
De muiters op Pitcairn waren:
- stuurman Fletcher Christian
- John Adams alias Alexander Smith
- adelborst Edward Young
- Isaac Martin
- William McCoy
- Matthew Quintal
- kanonniersmaat John Mills
- John Williams
- botanicus William Brown

(Er wordt van 'muiters' gesproken, maar het staat niet vast dat allen schuld hadden aan de muiterij.)
Van deze mannen waren McCoy en Quintal de grootste rabauwen. Voor Mills, die met 40 jaar een van de oudste opvarenden was, geldt het omgekeerde: het logboek van kapitein Bligh vermeldt dat hij één keer een lichte straf kreeg, wat betekent dat zijn gedrag voorbeeldig was.
De Bounty werd gesloopt. Op de plek waar nu Adamstown ligt bouwden de muiters eenvoudige hutten van het hout van de Bounty.
Er waren meer mannen dan vrouwen, en een conflict was daardoor onvermijdelijk. Bovendien werden de Tahitianen door de muiters behandeld als slaven. Wat er precies gebeurde is gebaseerd op het verslag van John Adams, de enige muiter die nog in leven was toen het eiland opnieuw werd ontdekt. Het is dan ook niet verwonderlijk dat Adams als zachtaardig wordt beschreven.
De blanke mannen konden elk een vrouw kiezen. Voor de Tahitiaanse mannen waren er nog twee vrouwen over.
Kort na de aankomst viel de vrouw van John Williams van een klip. Twee jaar leefde Williams celibatair. Daarna eiste hij een van de vrouwen van de Tahitiaanse mannen op. Twee Tahitianen kwamen in opstand en ze zouden er misschien in zijn geslaagd alle Engelsen te doden, maar dat werd door de andere Tahitianen verhinderd door de opstandelingen te doden.
Weer was er twee jaar vrede, maar de Tahitianen kwamen weer in opstand omdat ze zich door de Engelsen (vooral door Quintal en McCoy) onderdrukt voelden.
Deze keer eindigde het conflict met de dood van Christian, Mills, Brown, Martin en Williams.
In oktober 1793 waren er nog slechts vier muiters, vier Tahitiaanse mannen, tien Tahitiaanse vrouwen en hun kinderen over.
Opnieuw ontstond er een conflict: een van de Tahitianen werd door een andere Tahitiaan gedood.
Daarop werd de moordenaar gedood. De vrouwen eisten dat hun dood gewroken moest worden en Edward Young en zijn vrouw doodden de twee overgebleven Tahitianen.
In 1796 slaagde McCoy erin alcohol te maken, wat ook voor Quintal zeer welkom was. Op een moment dat McCoy dronken was, viel hij van een klip.
In 1799 verongelukte de vrouw van Quintal, en Quintal eiste, hoewel er aan vrouwen geen gebrek meer was, de vrouw van Adams of Young op. Adams en Young waren het erover eens dat Quintal een groot gevaar voor hen betekende en besloten hem te doden.
Een jaar later stierf Young, zodat Adams de enige overlevende man was. Met hem waren tien Tahitiaanse vrouwen en 23 kinderen.
John Adams bleek, evenals Fletcher Christian maar in tegenstelling tot de meeste andere muiters, een zachtaardige man die in de daarop volgende jaren de gemeenschap verder leidde en het eiland in ontwikkeling bracht. Hij richtte het naar hem genoemde dorp in Britse stijl in met voor elke familie een eigen huis. Ook zorgde hij voor het reguleren van de landbouw, het houden van vee en introduceerde hij het christelijk geloof gebaseerd op de Britse kerk.

## Negentiende eeuw
In 1808 werd de gemeenschap ontdekt door de Amerikaanse walvisvaarder Topaz. De kapitein meldde het in Engeland. Het duurde echter nog tot 1814 voordat de Britten werkelijk het eiland bezochten. De andere muiters, die op Tahiti waren gebleven, waren eerder al gearresteerd en, voor zover ze de reis overleefden, berecht in Engeland. Eigenlijk zou de admiraliteit John Adams, nu hij gevonden was, ook moeten arresteren. Er werd nu echter een uitzondering gemaakt. Omdat hij het eiland in hun ogen zo kundig bestuurde en de eigenlijke leider was, zou het in hun ogen an act of great cruelty and inhumanity (een daad van grote wreedheid en onmenselijkheid) zijn om hem uit de gemeenschap te halen en daarmee de gemeenschap alleen achter te laten. Hiermee begon een lange relatie tussen Pitcairn en de Britse marine.
In de jaren die volgden deden vele schepen het eiland aan, die de bewoners allerlei zaken brachten. Ook werd er handel gedreven.
In 1831 werd een mislukte poging ondernomen om de bevolking te verhuizen naar Tahiti in verband met de snel groeiende bevolking en de beperkte ruimte en hulpbronnen. De bevolking van Pitcairn bleek geen immuniteit te hebben tegen ziekten op Tahiti en wegens heimwee werd deze evacuatie teruggedraaid en keerden de bewoners terug.
In 1838 werden de Pitcairneilanden onderdeel van het Britse Rijk en werd de grondwet opgesteld.
In 1856 was de bevolking gegroeid tot 194 mensen. Dit werd te veel voor het eiland en besloten werd om de bevolking opnieuw te evacueren, ditmaal naar Norfolk-eiland dat op dat moment onbewoond was, maar al wel in cultuur was gebracht (het was daarvoor een strafkolonie van de Britten geweest). Een aantal keerden echter binnen drie jaar terug vanwege heimwee, al snel gevolgd door meer families. Degenen die overbleven op Norfolk bleven naast het Engels ook Pitcairnees spreken, hetgeen nu door de lokale bevolking aldaar Norfuk of Norfolk wordt genoemd.
In 1887 werd de religie veranderd naar zevendedagsadventisten, nadat dit kerkgenootschap een aantal boeken had gestuurd vanuit de Verenigde Staten en een missie op het eiland vestigde.

## Twintigste eeuw
Tot de 20e eeuw bleef Pitcairn erg geïsoleerd. Toen echter het Panamakanaal in 1914 openging, kwam het eiland op de koers naar Nieuw-Zeeland te liggen en veranderde dit.
In 1937 bereikte de bevolking een hoogtepunt met 233 inwoners. Hierna liep dit aantal echter gestaag terug door emigratie naar Nieuw-Zeeland, wat mogelijk werd gemaakt door de steeds beter wordende verbindingen.
Momenteel leven er nog ongeveer 50 mensen op het eiland Pitcairn. Over de gehele wereld zijn er echter meer dan 7500 afstammelingen van de muiters te vinden.

## Eenentwintigste eeuw
In 2004 werden zeven mannelijke eilandbewoners, evenals zes van buiten het eiland, aangeklaagd voor het op grote schaal seksueel misbruik maken van vrouwen en kinderen op het eiland. Deze praktijk kent een lange historie van onder andere verkrachting. Een groep van drie rechters uit Nieuw-Zeeland kwam naar het eiland om de zaak te behandelen.
Zes van de zeven eilanders werden schuldig bevonden. Vier kregen celstraffen van twee tot zes jaar. Speciaal hiervoor zijn cellen gebouwd op het eiland. De oudste verdachte mag zijn celstraf thuis uitzitten, twee mannen kregen taakstraffen. De rechters hadden er bij de strafbepaling rekening mee gehouden dat zware straffen een nadelig effect zouden hebben op de gemeenschap, aangezien de mannen op Pitcairn de boten bedienen waarmee de voorraden voor het eiland ingeladen worden. Als vrijwel alle mannen vast zouden zitten, zou dat ernstige gevolgen hebben voor alle eilandbewoners.

## Pitcairn in de Nederlandse literatuur
- "Een eiland in de Zuidzee" (1931) van Arthur van Schendel verhaalt de geschiedenis van Pitcairn en de Bounty.